# Гемет (Каліфорнія)
Гемет (англ. Hemet) — місто (англ. city) в США, в окрузі Ріверсайд штату Каліфорнія. Населення — 78 657 осіб (2010.

## Географія
Гемет розташований за координатами 33°44′7″ пн. ш. 116°59′41″ зх. д. / 33.73528° пн. ш. 116.99472° зх. д. (33.735225, -116.994604).  За даними Бюро перепису населення США в 2010 році місто мало площу 72,12 км², уся площа — суходіл. В 2017 році площа становила 75,80 км², уся площа — суходіл.
Місто розташоване на південному заході округу Ріверсайд, у долині Сан-Джасінто, за 130 км на південь від Лос-Анджелесу. На південь від міста знаходиться озеро Даймонд-Валлі.

## Клімат
Клімат у місті напівпустельний клімат, зі спекотним літом та м'якою зимою. Середня річна температура — 17.8 °C. Найтепліший місяць року — липень, з середньою температурою +26.3 °C. У рік випадає близько 307 мм опадів.
| Кліматограма Гемета                                                                            | Кліматограма Гемета | Кліматограма Гемета | Кліматограма Гемета | Кліматограма Гемета | Кліматограма Гемета | Кліматограма Гемета | Кліматограма Гемета | Кліматограма Гемета | Кліматограма Гемета | Кліматограма Гемета | Кліматограма Гемета |
| ---------------------------------------------------------------------------------------------- | ------------------- | ------------------- | ------------------- | ------------------- | ------------------- | ------------------- | ------------------- | ------------------- | ------------------- | ------------------- | ------------------- |
| С                                                                                              | Л                   | Б                   | К                   | Т                   | Ч                   | Л                   | С                   | В                   | Ж                   | Л                   | Г                   |
| 60 18 4                                                                                        | 53 19 5             | 52 20 6             | 25 24 8             | 8 27 11             | 2 31 14             | 4 36 17             | 7 35 17             | 12 33 15            | 10 28 11            | 34 22 7             | 40 18 4             |
| Середня макс. і мін. температури повітря (°C) Атмосферні опади (мм), за рік : 307 мм. Джерело: |                     |                     |                     |                     |                     |                     |                     |                     |                     |                     |                     |

| Клімат : Гемет               | Клімат : Гемет | Клімат : Гемет | Клімат : Гемет | Клімат : Гемет | Клімат : Гемет | Клімат : Гемет | Клімат : Гемет | Клімат : Гемет | Клімат : Гемет | Клімат : Гемет | Клімат : Гемет | Клімат : Гемет | Клімат : Гемет |
| Показник                     | Січ.           | Лют.           | Бер.           | Квіт.          | Трав.          | Черв.          | Лип.           | Серп.          | Вер.           | Жовт.          | Лист.          | Груд.          | Рік            |
| Абсолютний максимум, °C      | 32,8           | 32,2           | 37,2           | 39,4           | 43,3           | 45,6           | 46,1           | 46,1           | 46,7           | 42,2           | 35,0           | 32,2           | 46,7           |
| Середній максимум, °C        | 19,4           | 19,4           | 21,7           | 24,4           | 28,3           | 32,8           | 36,1           | 36,7           | 33,9           | 28,3           | 22,8           | 18,9           | 26,9           |
| Середній мінімум, °C         | 2,8            | 3,9            | 6,1            | 7,8            | 10,6           | 13,3           | 16,1           | 16,7           | 14,4           | 10,0           | 5,6            | 2,2            | 9,1            |
| Абсолютний мінімум, °C       | −6,7           | −4,4           | −3,3           | −0,6           | 2,8            | 5,0            | 7,8            | 6,7            | 5,6            | −0,6           | −3,9           | −7,8           | −7,8           |
| Норма опадів, мм             | 68             | 71             | 49             | 20             | 10             | 2              | 5              | 4              | 8              | 15             | 23             | 44             | 320            |
| ---------------------------- | -------------- | -------------- | -------------- | -------------- | -------------- | -------------- | -------------- | -------------- | -------------- | -------------- | -------------- | -------------- | -------------- |
| Джерело: The Weather Channel |                |                |                |                |                |                |                |                |                |                |                |                |                |

## Населення
| Група                                | 2000            | 2010            |
| Білі американці                      | 41.345 (70,3 %) | 40.723 (51,8 %) |
| Афроамериканці                       | 1.527 (2,6 %)   | 5.049 (6,4 %)   |
| Американці азійського походження     | 872 (1,5 %)     | 2.352 (3,0 %)   |
| Іспаноамериканці та латиноамериканці | 13.585 (23,1 %) | 28.150 (35,8 %) |
| Загалом                              | 58.812          | 78.657          |

### Перепис 2010
Згідно з переписом 2010 року, у місті мешкало 78 657 осіб у 30 092 домогосподарствах у складі 19 146 родин. Густота населення становила 1091 особа/км².  Було 35305 помешкань (490/км²).
За віковим діапазоном населення розподілялося таким чином: 25,9 % — особи молодші 18 років, 52,0 % — особи у віці 18—64 років, 22,1 % — особи у віці 65 років та старші. Медіана віку мешканця становила 39,0 року. На 100 осіб жіночої статі у місті припадало 88,9 чоловіків;  на 100 жінок у віці від 18 років та старших — 84,3 чоловіків також старших 18 років.
Середній дохід на одне домашнє господарство  становив 45 857 доларів США (медіана — 33 989), а середній дохід на одну сім'ю — 51 122 долари (медіана — 40 885). Медіана доходів становила 38 687 доларів для чоловіків та 31 800 доларів для жінок. За межею бідності перебувало 26,0 % осіб, у тому числі 37,5 % дітей у віці до 18 років та 13,0 % осіб у віці 65 років та старших.
Цивільне працевлаштоване населення становило 24 766 осіб. Основні галузі зайнятості: освіта, охорона здоров'я та соціальна допомога — 21,5 %, роздрібна торгівля — 13,3 %, мистецтво, розваги та відпочинок — 13,2 %.

### Перепис 2000
За даними перепису населенн 2000 року медіанний дохід на одне домашнє господарство у місті становив — $ 34974, дохід на сім'ю — $ 41559. У чоловіків середній дохід — $ 40719, а у жінок — $ 30816. Середній дохід на душу населення — $ 19046. 14,5 % сімей або 17,2 % населення перебували нижче порогу бідності, у тому числі 24,5 % молоді віком до 18 років та 9,1 % дорослих у віці старше 65 років.

## Міста-побратими
- Кусімото (Вакаяма, Японія)
- Бакум (Сонора, Мексика)
- Ебелтофт[en] (Центральна Ютландія, Данія)
- Маруморі (Міяґі, Японія)

## Відомі люди
Уродженці
- Джеймс Лафферті — американський актор.

Мешканці
- Джефф Ганнеман — американський гітарист та один із засновників треш-метал гурту Slayer.
- Білл Мюррей — американський актор.
- Анна Нільссон — американська акторка.
- Маккензі Фой  — американська акторка та фотомодель.

## Галерея

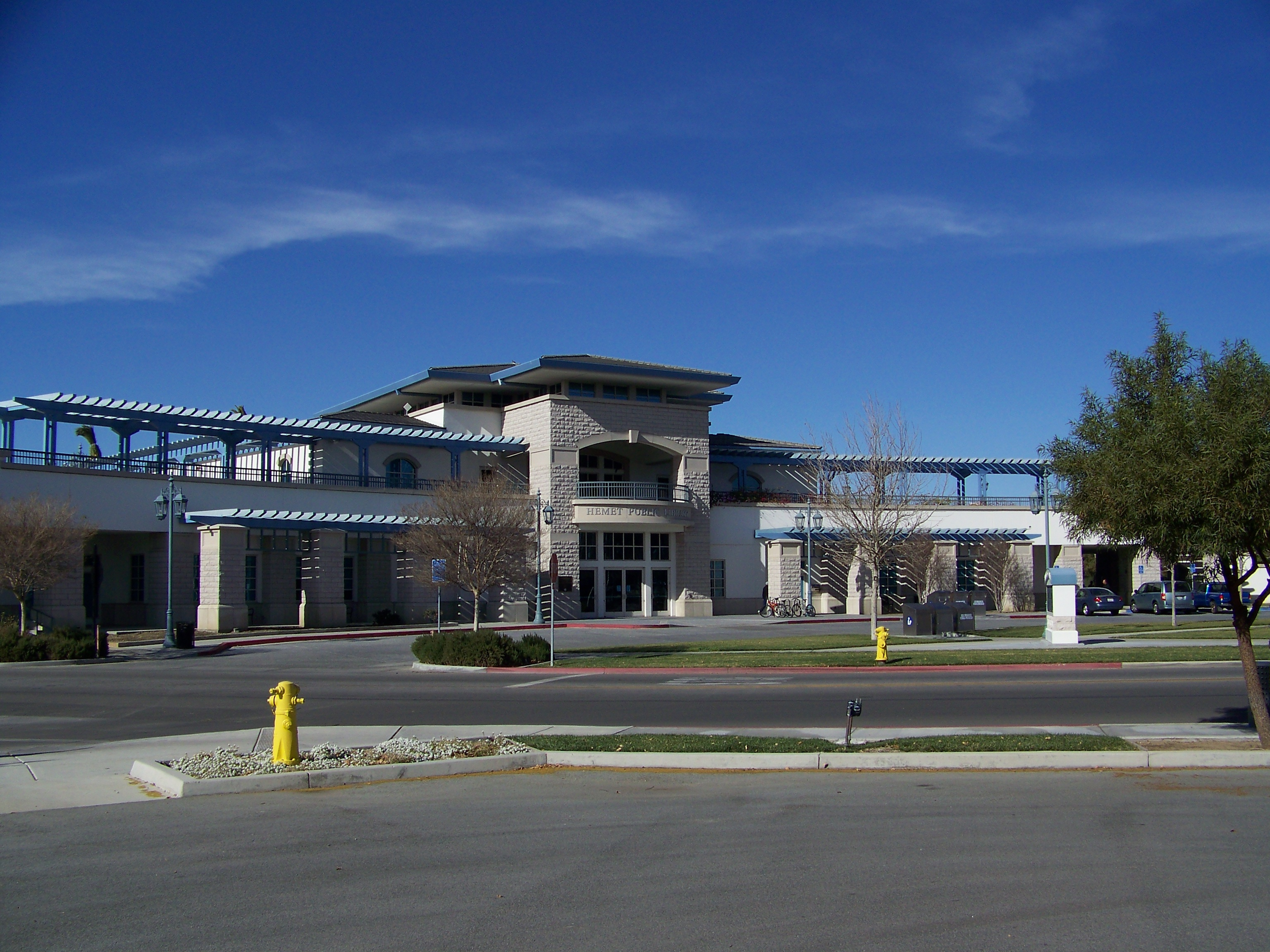
Громадська бібліотека міста
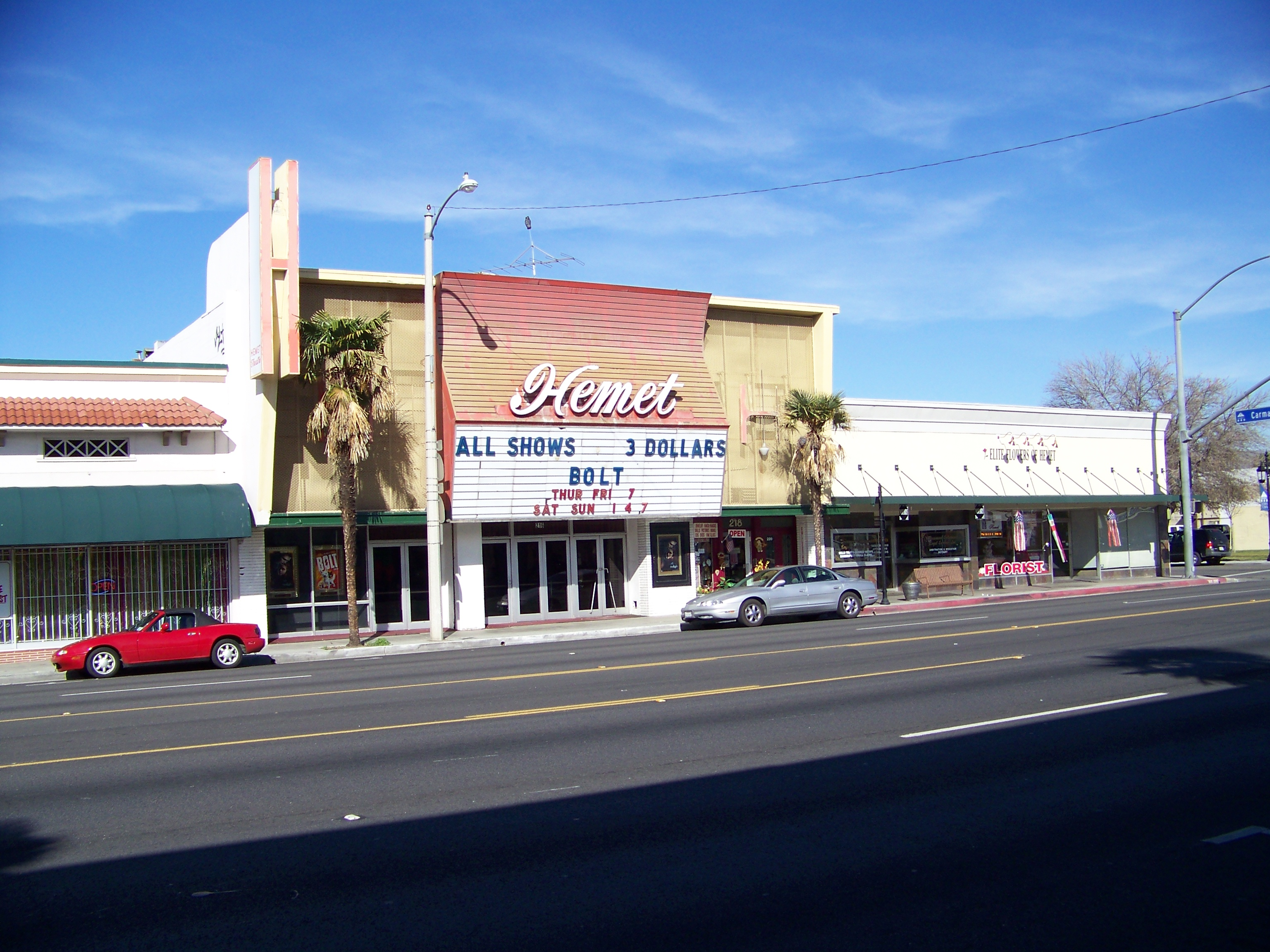
Театр
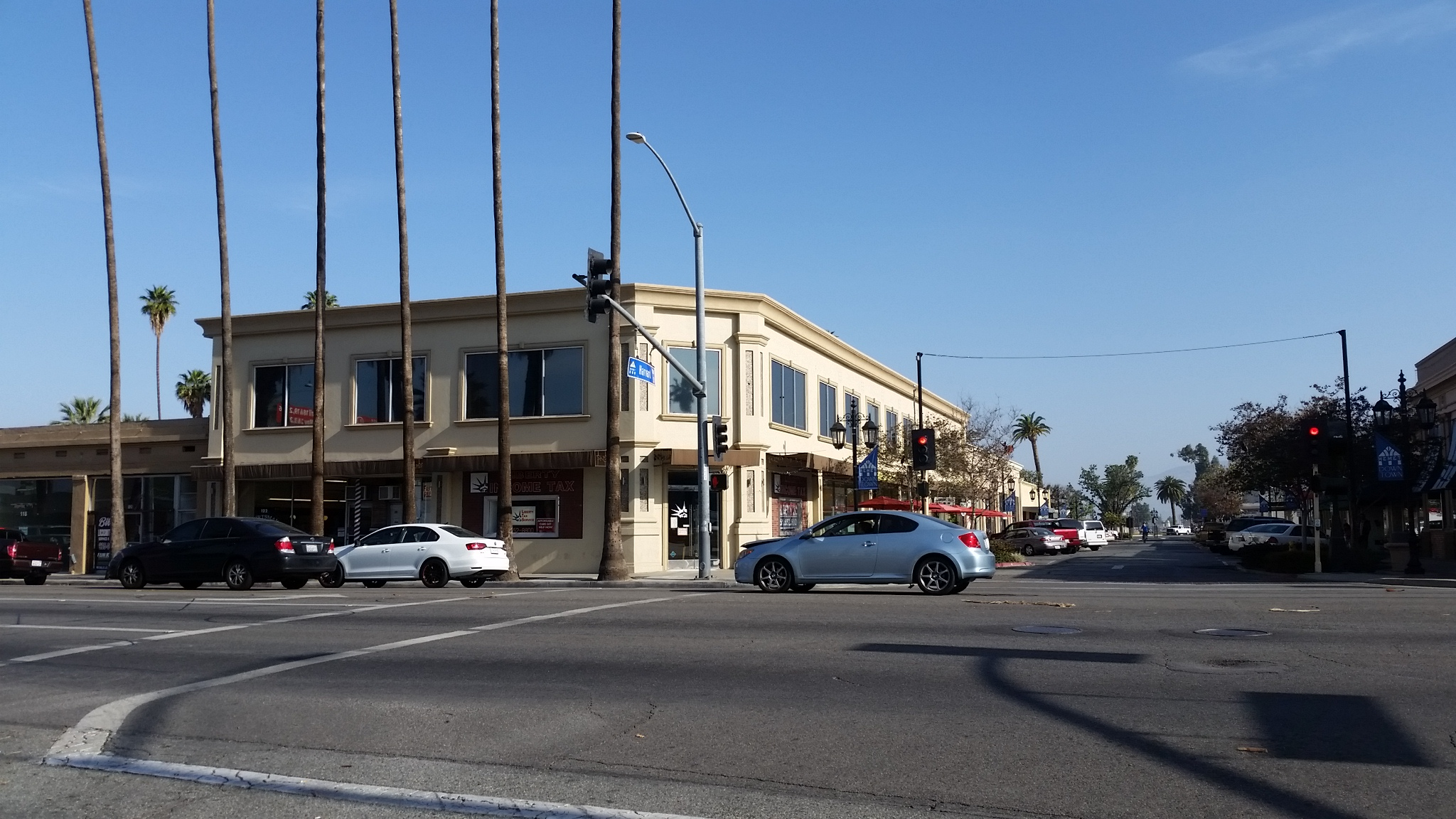
Середмістя
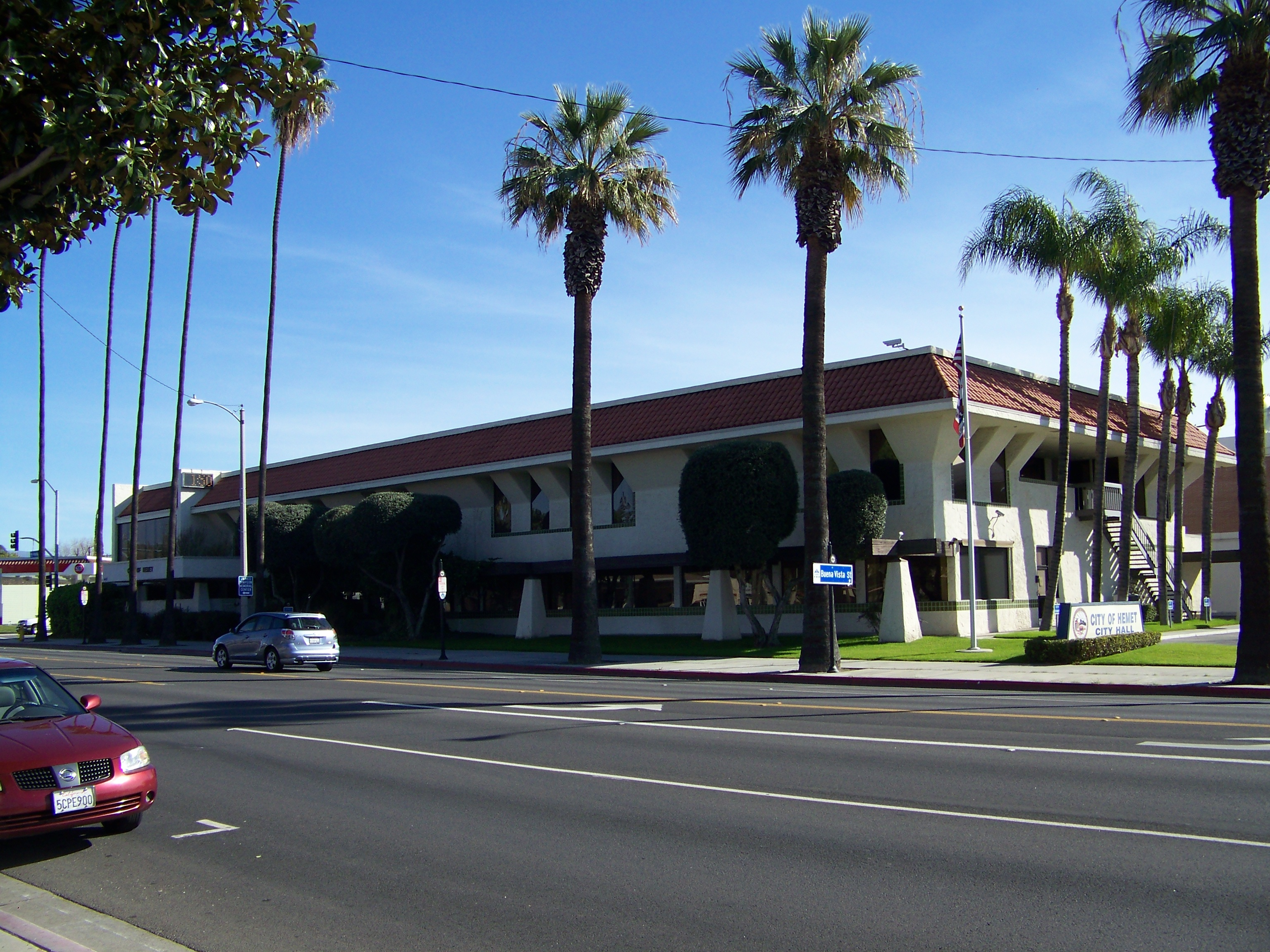
Міська рада
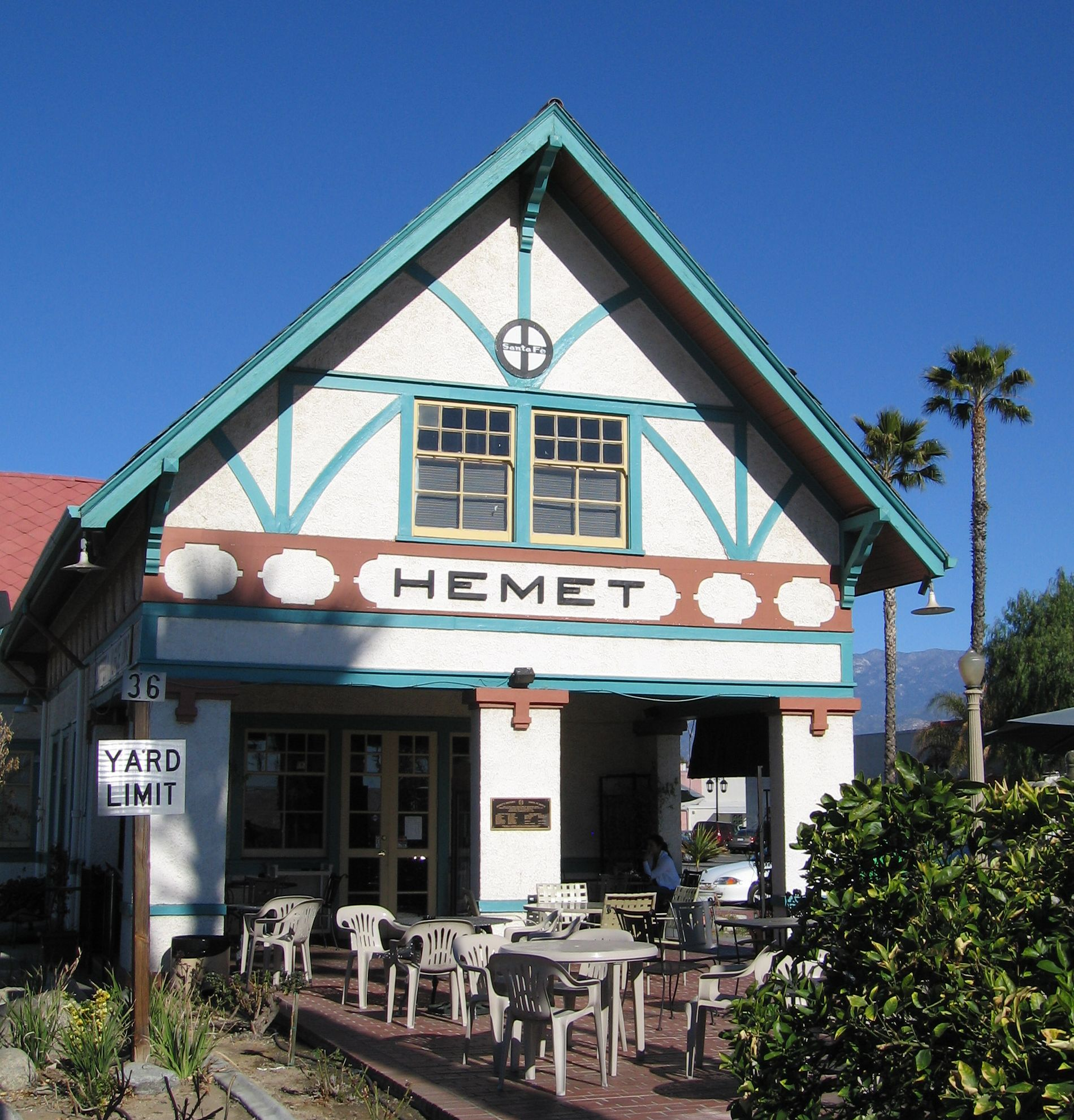
Музей «Старе депо Санта-Фе»